# Христианство в Турции

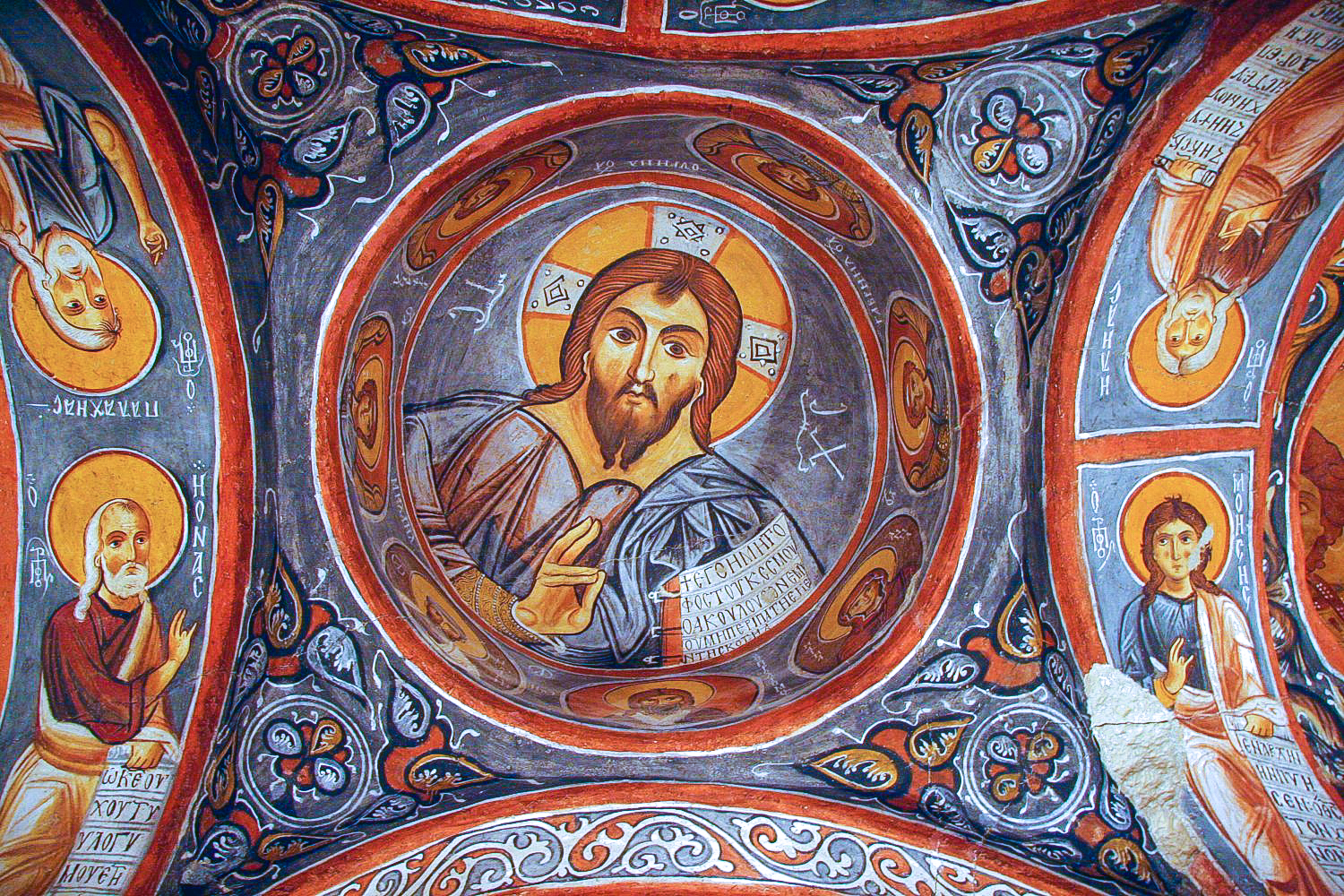
Римская провинция Каппадокия была популярна своими пещерными церквями

Греко-православные митрополии в Малой Азии, ок. 1880 г.

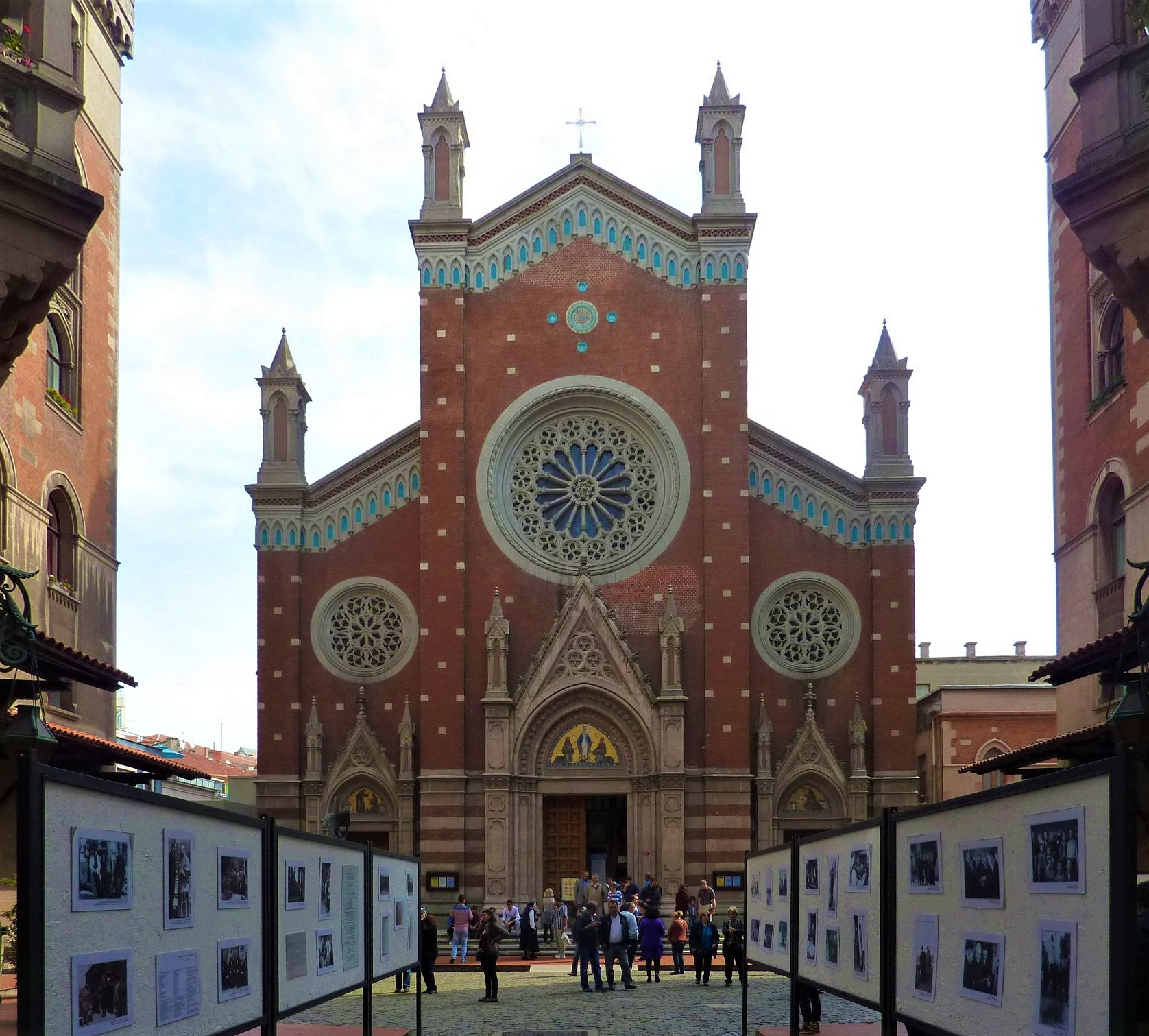
Церковь Святого Антония Падуанского, построенная в Стамбуле во времена Османской империи

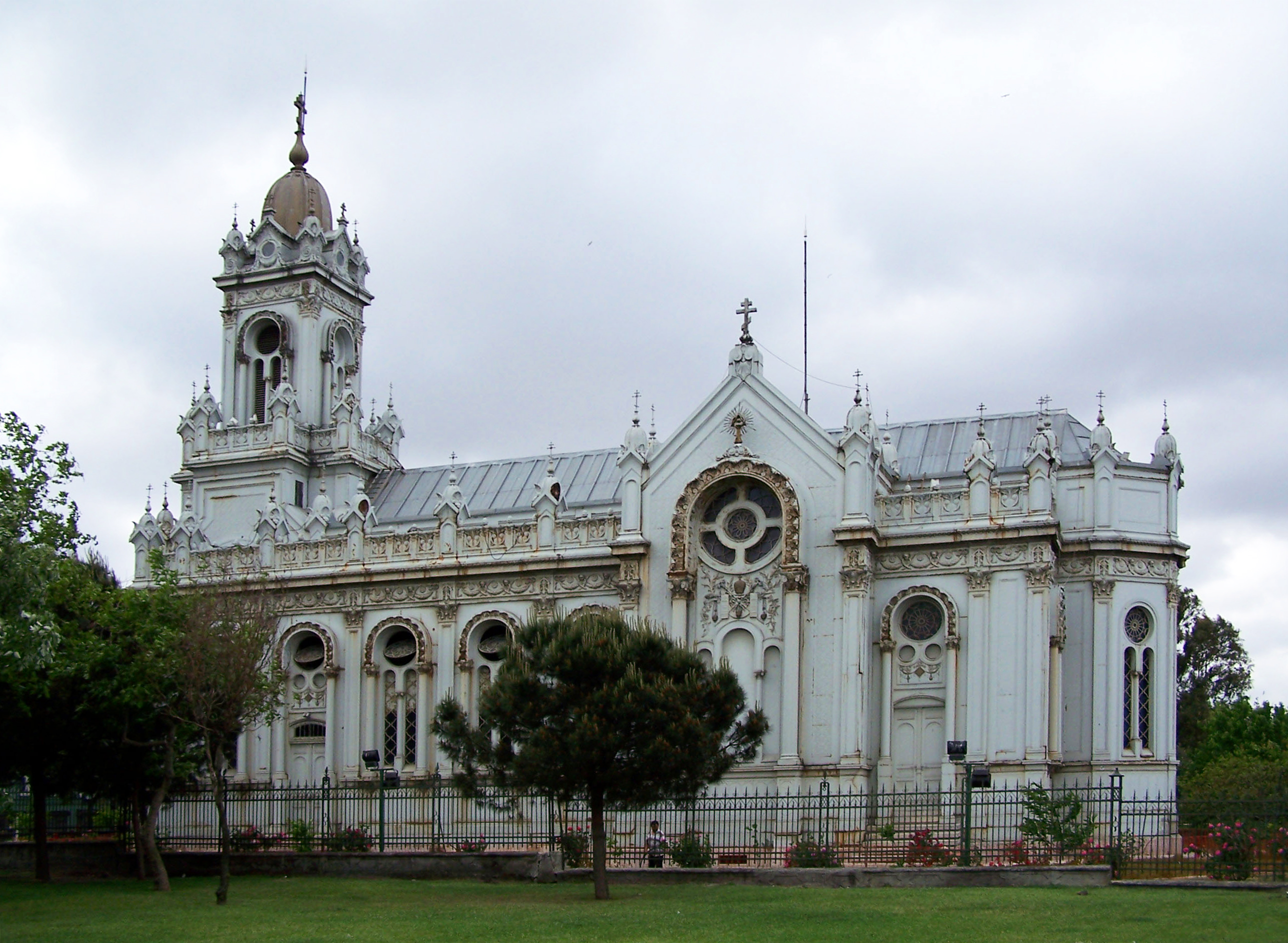
Болгарская церковь Святого Стефана, построенная в Стамбуле во времена Османской империи

Несмотря на то что сейчас христиане в Турции являются религиозным меньшинством (0,6 % населения страны), христианство на территории Турции насчитывает долгую историю. Уроженцами территорий, ныне занимаемых Турцией, были такие почитаемые в христианстве святые, как апостол Павел, Тимофей Эфесский (которому Павел адресовал два Послания к Тимофею), Поликарп Смирнский и Николай Чудотворец.
| Религия в Турции | Религия в Турции | Религия в Турции | Религия в Турции | Религия в Турции |
| Религия          |                  |                  | Процент          |                  |
| ---------------- | ---------------- | ---------------- | ---------------- | ---------------- |
| Ислам            |                  |                  | 96.1 %           |                  |
| Агностицизм      |                  |                  | 2.3 %            |                  |
| Христианство     |                  |                  | 1 %              |                  |
| Атеизм           |                  |                  | 0.9 %            |                  |
| Другие           |                  |                  | 0.1 %            |                  |

## Апостольское время
Христианство на территории Турции восходит к апостольским временам. Именно здесь, в городе Антиохия (ныне Антакья), христиане впервые начали называться христианами (Деян. 11:26). Уроженец киликийского города Тарс (ныне провинция Мерсин) апостол Павел учреждал здесь христианские церкви еще в середине I века среди местного грекоязычного населения. Он проповедовал в Памфилии (Деян. 13:13), Иконии (Деян. 14:1), Ликаонии (Деян. 14:6), Киликии (Деян. 15:41), Галатии (Послание Галатам) и жителям города Колоссы (Послание к Колоссянам). Крепкие христианские общины образовались в Эфесе (жителям этого города Павел адресовал персональное послание), Смирне, Пергаме, Фиатире, Сардисе, Филадельфии и Лаодикии (Семь церквей Апокалипсиса в Азии).

## Византийский период
В начале IV века христианство принимают армяне — народ, населявший восточные территории современной Турции (Западная Армения). В том же веке центр Римской империи переносится на территорию Турции и учреждается Византийская империя со столицей в Константинополе (ныне Стамбул), где строится крупнейший христианский храм Софийский собор. Христианство становится официальной религией нового государственного образования. Здесь учреждаются резиденции православных патриархов: Константинопольского и Антиохийского. На территории Турции в IV—VIII вв., в городах Константинополь, Никея (ныне Изник), Халкидон (ныне Кадыкёй) и Эфес, проводились Вселенские соборы, заложившие основы христианской догматики. Важным интеллектуальным центром православия являлась в то время Каппадокия, где жили великие каппадокийцы: Василий Великий, Григорий Нисский и Григорий Назианзин
В V веке в города Эдесса и Нусайбин превратились в духовные центры несторианства. С VI века Иаков Барадей учреждает монофизитскую Сиро-яковитскую церковь.

### Церкви византийского обряда
| Название церкви                               | Картинка | Статус                                                   |
| --------------------------------------------- | -------- | -------------------------------------------------------- |
| Церковь Святого Андрея в Крисе                |          | обращена в мечеть                                        |
| Монастырь Хора                                |          | обращена в мечеть, музей                                 |
| Монастырь Пантократора                        |          | обращена в мечеть                                        |
| Церковь Христа Пантепопта                     |          | обращена в мечеть                                        |
| Дворец Антиоха                                |          | руины                                                    |
| Церковь Богородицы Фаросской                  |          | руины                                                    |
| Монастырь Гастрия                             |          | обращена в мечеть                                        |
| Собор Святого Георгия (Стамбул)               |          | действует                                                |
| Церковь Святой Ирины                          |          | музей                                                    |
| Собор Святой Софии (Константинополь)          |          | обращена в мечеть, музей                                 |
| Церковь Апостолов                             |          | разрушена, на месте нынешней мечети Фатих (мечеть)       |
| Монастырь Липса                               |          | обращена в мечеть                                        |
| Студийский монастырь                          |          | руины; закрыт для посетителей из-за превращения в мечеть |
| Церковь Иоанна Предтечи (Константинополь)     |          | обращена в мечеть                                        |
| Влахернская церковь                           |          | действует                                                |
| Церковь Марии Монгольской                     |          | действует                                                |
| Мирелейон                                     |          | обращена в мечеть                                        |
| Церковь Святого Николая (Константинополь)     |          | обращена в мечеть                                        |
| Церковь Богородицы Паммакаристы               |          | обращена в мечеть                                        |
| Церковь Святых Сергия и Вакха                 |          | обращена в мечеть                                        |
| Болгарская церковь Святого Стефана            |          | действует                                                |
| Церковь св. Деметрия в Ферикёй, Стамбул       |          | действует                                                |
| Церковь Святой Фёклы                          |          | обращена в мечеть                                        |
| Церковь Святого Феодора (Константинополь)     |          | обращена в мечеть                                        |
| Церковь Святой Феодосии                       |          | обращена в мечеть                                        |
| Церковь Богородицы Кириотиссы                 |          | обращена в мечеть                                        |
| Куштульский монастырь                         |          | руины                                                    |
| Панагия Сумела                                |          | музей                                                    |
| Дом Богородицы (Эфес)                         |          | музей                                                    |
| Церковь Мерьем Ана                            |          | действует                                                |
| Церковь Святого Николая (Демре) (Санта Клаус) |          | руины, музей                                             |

## Упадок христианства

Эмблема Турецкой православной церкви

Однако после нашествия и захвата территорий Византийской империи турками-османами, исповедующими ислам (завершившегося в 1453 году падением Константинополя), христианство превратилось в национальную религию греков и армян. Деятельность католических миссионеров среди армян привела к появлению Армянской католической церкви, а протестантских — Армянской евангелистской церкви.
Огромный удар по христианству в Турции был нанесён в XX веке, когда по всей империи были уничтожены или изгнаны миллионы христиан (см. Киликийская резня, Геноцид армян, Геноцид ассирийцев, Геноцид понтийских греков, Резня в Смирне, Греко-турецкий обмен населением).
После образования Турецкой республики в 1922 году кемалистское правительство предприняло попытку создания Турецкой православной церкви среди туркоязычных греков, которая, однако, не получила широкого развития.

## Современное состояние
Сейчас треть всех христиан — это православные: проживающие преимущественно в Стамбуле. Греки признают духовную власть Константинопольского патриарха. Есть представительства русской и болгарской православных церквей.
Верующие армяне принадлежат апостольской и в меньшей степени католической церквям.
Протестанты составляют 7 % от общего числа христиан, в частности в Измире существует баптистская община, входящая в Турецкую Ассоциацию Протестантских Церквей.

## Галерея

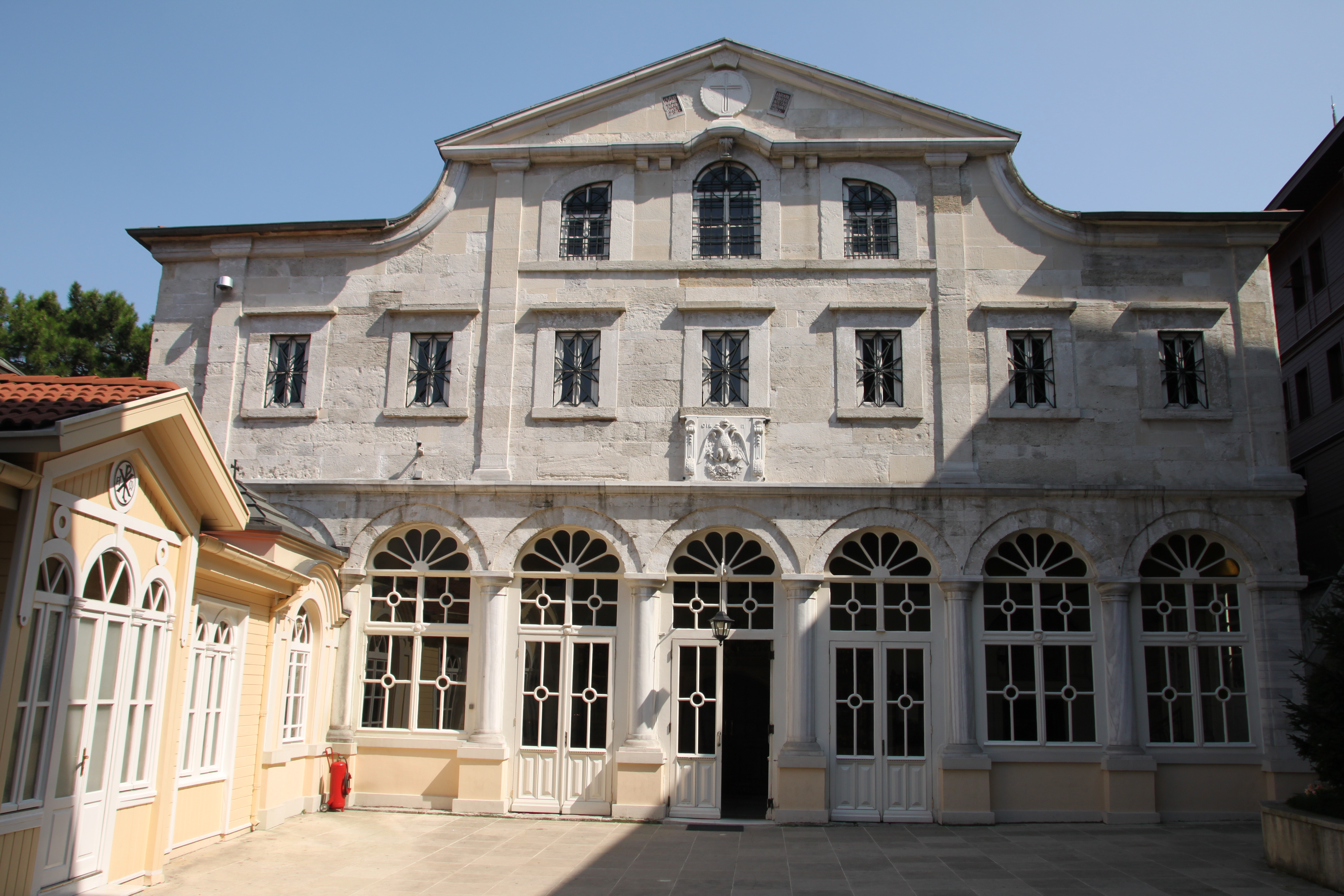
Собор Вселенского Патриархата, Фенер, Стамбул
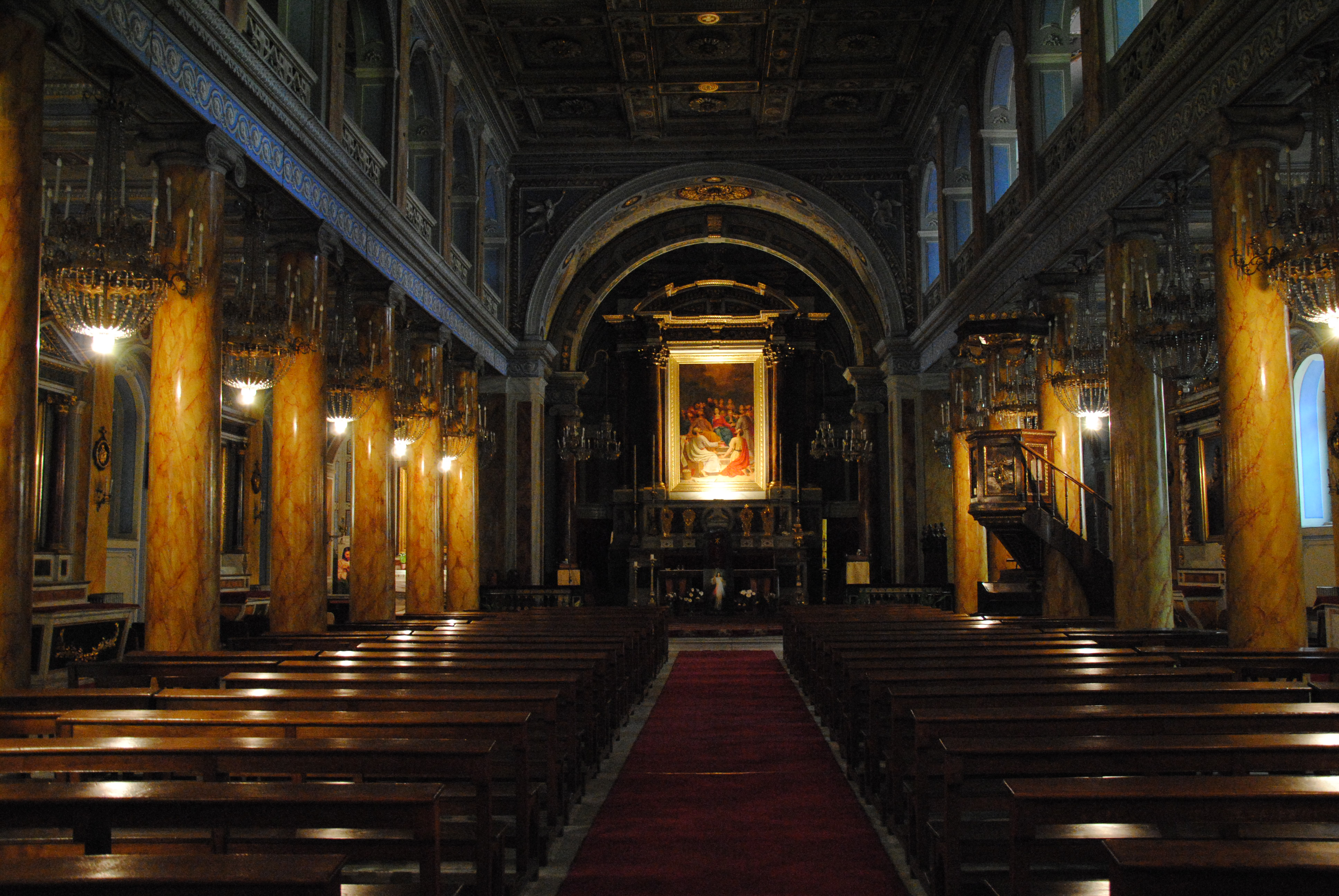
Римско-католический собор в Стамбуле
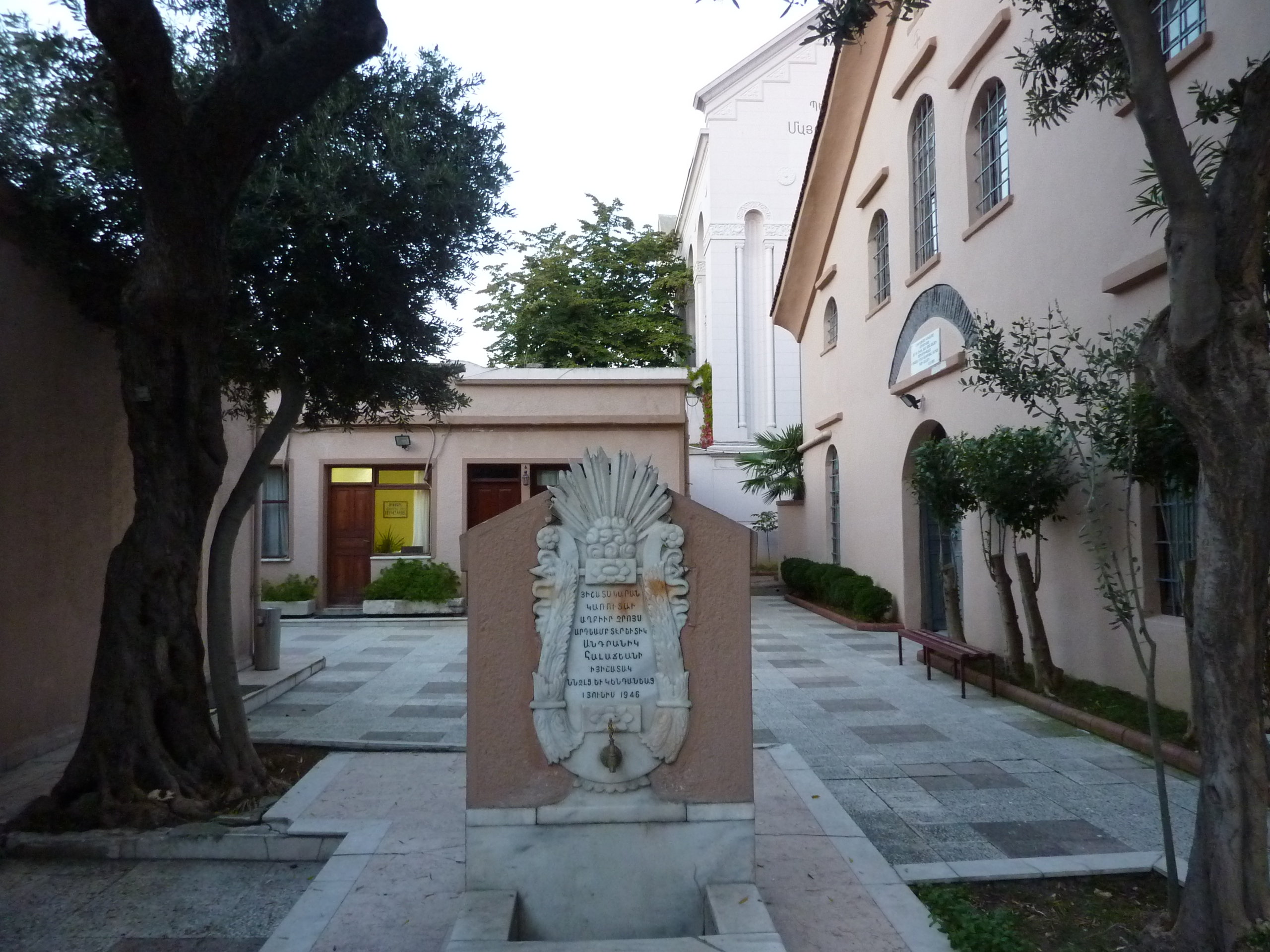
Армянский Апостольский собор в Стамбуле
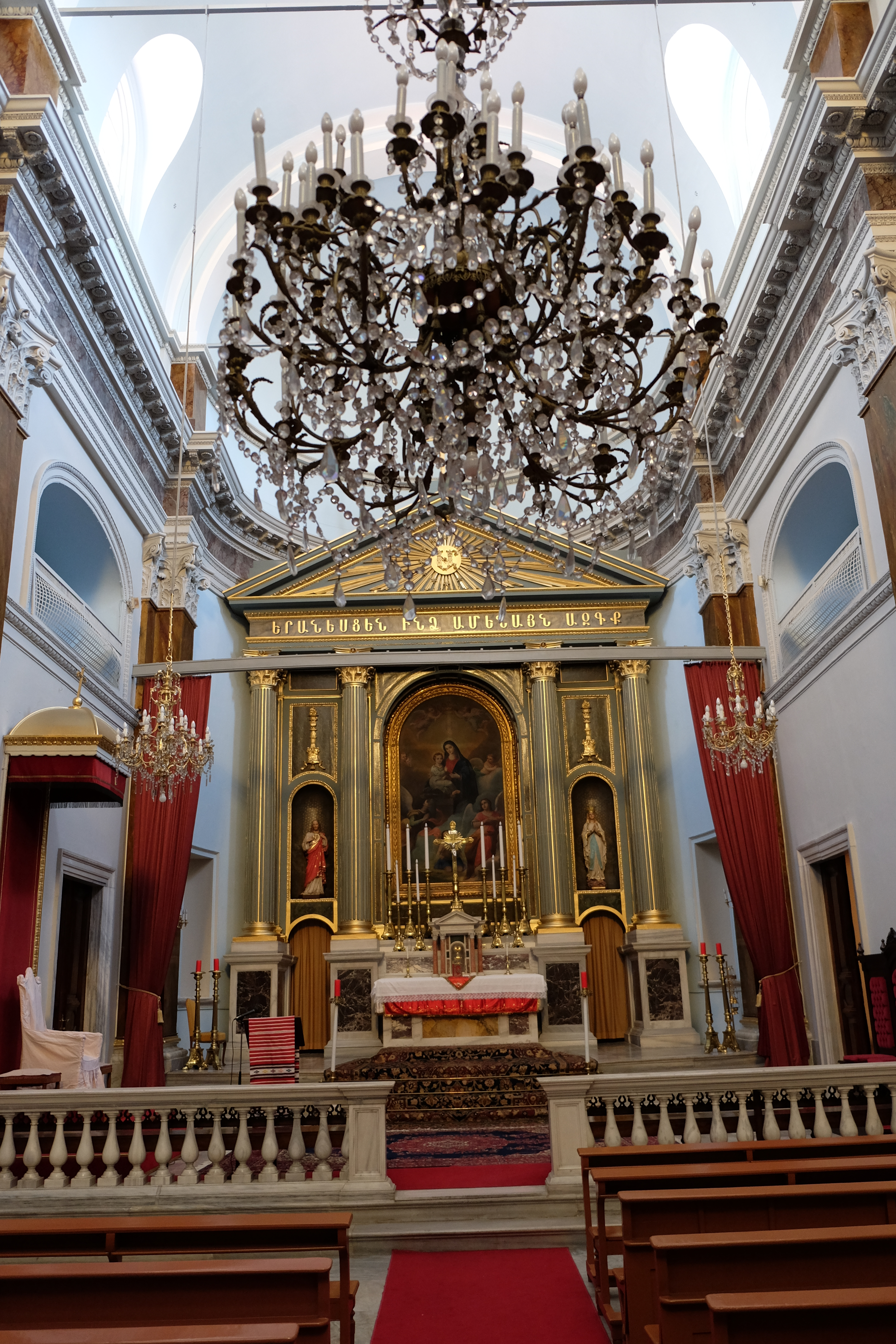
Армянский Католический собор в Стамбуле
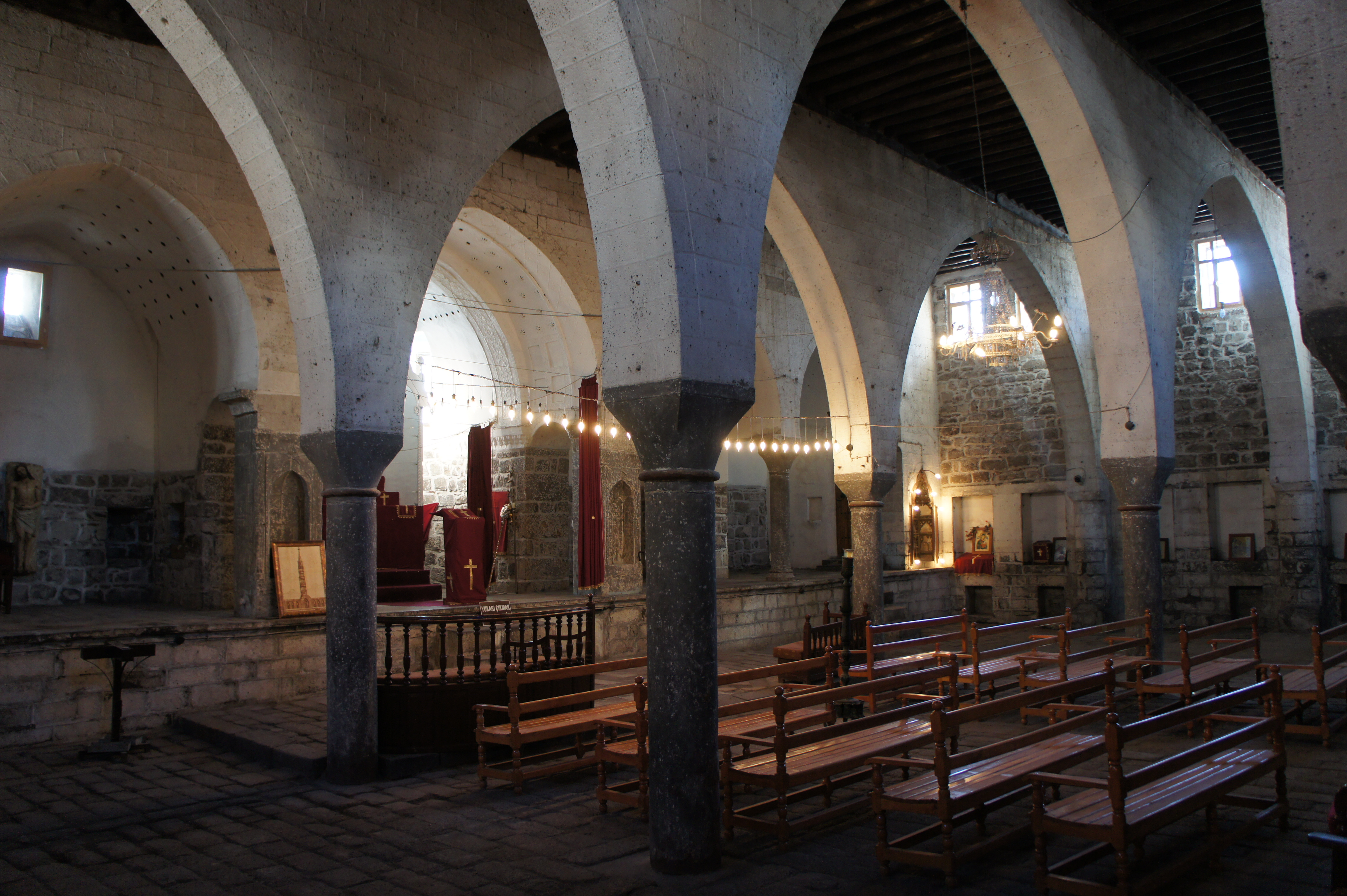
Халдейский собор в Диярбакыре
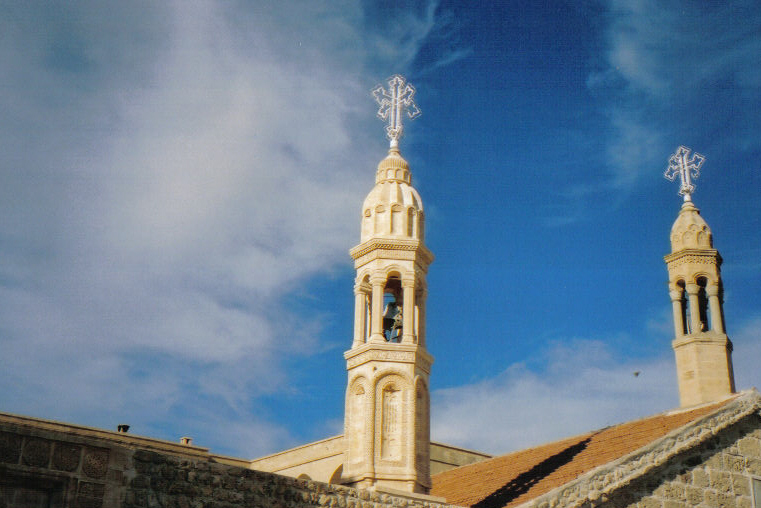
Башни сирийского православного Монастыря Мор-Габриэль в Тур-Абдине